# Actic
Actic är en svensk friskvårdskedja som öppnade sin första anläggning 1981, då under namnet Nautilus. De driver gym och simhallar i Sverige och Norge. Tidigare har Actic även bedrivit verksamhet i Danmark, Island, Storbritannien, Tyskland och Österrike. Totalt driver Actic, år 2023, drygt 135 anläggningar och har 175 000 medlemmar fördelat på Sverige och Norge. Av dessa anläggningar är ca 110 stycken belägna i Sverige där också majoriteten av medlemmarna finns. Anläggningarna kan ligga i anslutning till simhallar eller kommunala sporthallar. Exempelvis driver Actic Sydpoolen i Södertälje.
Huvudkontoret ligger i Ulriksdal, Solna kommun norr om Stockholm.

## Historik
Actic har sitt ursprung i Nautilus grundat 1981. Nautilus sålde träningsmaskiner och drev gymanläggningar. Nautilus delades upp i omgångar. De större anläggningarna i Stockholm såldes och blev en del av kedjan SATS. Den kvarvarande verksamheten delades upp i en gren som levererade utrustning och en gren som drev anläggningar. Gymkedjan såldes 2007 till riskkapitalbolaget FSN Capital. Actic förvärvades av IK Partners i augusti 2012 och noterades senare på Stockholmsbörsen i april 2017.